# Група білоруських військових фахівців у Венесуелі
Група білоруських військових фахівців у Венесуелі — контингент військових фахівців, радників і вчених Республіки Білорусь в Боліваріанській Республіці Венесуела. Діяльність іноземців була спрямована на створення єдиної системи протиповітряної оборони і радіоелектронної боротьби Національних Збройних Сил Венесуели, а також підготовку необхідних для неї армійських кадрів. За підсумком їх роботи вдалося домогтися успішного оновлення і систематизації оборони країни.

## Передісторія
У 2000-ті роки відбулася активізація білорусько-венесуельських відносин. Співпраця проводилася відразу за кількома напрямками, починаючи від торговельно-економічної сфери, закінчуючи областю технологій і промисловості.
Взаємодія в оборонній сфері була в числі головних тем у міждержавних відносинах Білорусії і Венесуели з самого моменту підписання главами цих держав Меморандуму про взаєморозуміння 16 вересня 2006 року в Гавані (Куба) під час чергового саміту Руху неприєднання. Кілька місяців тому президент Венесуели Уго Чавес публічно заявив, що його країні необхідні сучасні системи ППО для прикриття повітряних рубежів від узбережжя Карибського моря до кордону з Бразилією. В якості ймовірної загрози малися на увазі США.
Перед командуванням Збройних сил Венесуели постало питання створення системи узгодженого управління не тільки ЗРК ближньої, середньої і дальньої дії, але і радіотехнічними засобами. Допомога в даному питанні прийшла від Білорусії.
Як пізніше згадував білоруський лідер Олександр Лукашенко, венесуельці потребували допомоги з реорганізації армії. Вони закупили різні системи протиповітряної оборони, літаки та інше озброєння, але не мали хорошої військової школи для користування всім цим. Тодішній заступник начальника Генерального штабу Збройних Сил Петро Тихоновський зазначив, що у Венесуелі була відсутня єдина система ППО, були лише роздільні підрозділи.

## Двосторонні домовленості
8 грудня 2007 р. в рамках візиту Лукашенка в Каракас були підписані два договори, що стосуються надання послуг військових фахівців.
Першою угодою передбачалося, що Мінськ надасть Венесуелі допомогу і сприяння у створенні єдиної системи ППО і РЕБ на підставі наукового проекту. Сторони домовилися про те, що організації Венесуели укладуть контракти з організаціями республіки та інших держав на закупівлю товарів, робіт і послуг Відповідно до планів створення двох систем. Другою угодою визначалися умови, що регламентують в'їзд і перебування військових радників і фахівців, головного військового радника Білорусі та його апарату на території Венесуели в процесі здійснення робіт зі створення систем ППО і РЕБ. Іноземці зобов’язалися дотримуватися законодавства країни і не брати участь у бойових діях. Обидва документи були ратифіковані Палатою представників Національних зборів Білорусії в закритому режимі 9 квітня 2008 року, а схвалені Радою Республіки 16 квітня.

## Контингент
Перші білоруські фахівці прибули в країну в 2008 році. Разом з ними приїхали і сім’ї військовослужбовців. Спочатку загальна чисельність радників становила десять осіб, але з плином часу контингент збільшувався. Керівництво групи здійснював Олег Паферов.

## Діяльність
Білоруські радники запропонували Венесуелі проект системного захисту держави. Він мав на увазі організацію інтегрованого оборонного комплексу, що включає ППО, РЕБ і протидію високоточній зброї. Доводилося будувати нову систему оборони, встановлювати в неї наявне озброєння і закуповувати необхідне нове, при цьому пояснюючи все венесуельським колегам. За пропозиціями військових консультантів венесуельська армія придбала автоматизовані системи управління ППО і ВПС , радіолокаційні засоби і засоби радіоелектронної боротьби білоруського виробництва, а також системи ППО.
В рамках програми захисту особливо важливих об’єктів на території Венесуели створені бази дислокації ЗРК «Тор» і «Печора-2М». Влада Венесуели уклала контракти з військовими підприємствами не тільки Білорусі, а й Росії, Китаю та Ірану.
Діяльність білоруських військових фахівців завершилася в 2013 році. На той момент Венесуелі вдалося завершити систематизацію і модернізацію системи оборони, а Республіка Білорусь успішно впоралася з роллю інтегратора системи ППО.